# 117657 Jamieelsila
117657 Jamieelsila este o planetă minoră (asteroid) din centura de asteroizi. A fost descoperită pe 10 martie 2005 la Mount Lemmon⁠(d) de Mount Lemmon Survey⁠(d). 
Obiectul prezintă o orbită caracterizată de o semiaxă mare de 2,3012976975197 UAi, o excentricitate de 0,19, o înclinație de 1,2 ° în raport cu ecliptica.